# Cẩm Phảstadion
Het Cẩm_Phảstadion is een multifunctioneel stadion in Cẩm Phả, een stad in Vietnam. De complete naam voor het stadion is Sân vận động Cẩm Phả.
In het stadion is plaats voor 15.000 toeschouwers.
Het stadion wordt vooral gebruikt voor voetbalwedstrijden, de voetbalclub Than Quang Ninh FC maakt gebruik van dit stadion. Het werd ook gebruikt door het nationale vrouwenelftal van Vietnam in de wedstrijd tegen Australië voor het Olympisch kwalificatietoernooi van 2021.